# Podturen
Podturen är en ort i Kroatien.   Den ligger i länet Međimurje, i den nordöstra delen av landet, 80 km nordost om huvudstaden Zagreb. Podturen ligger 156 meter över havet och antalet invånare är 1 550.
Terrängen runt Podturen är platt. Runt Podturen är det mycket tätbefolkat, med 1 135 invånare per kvadratkilometer. Närmaste större samhälle är Mursko Središće, 9,2 km nordväst om Podturen. Trakten runt Podturen består till största delen av jordbruksmark.